# Kruishoutem
Kruishoutem er en kommune i den belgiske provins Østflandern. I kommunen finder man byerne Kruishoutem, Nokere og Wannegem-Lede. Kommunens areal er på 46,76 km², og 1. januar 2010 boede der 8.145 mennesker i kommunen.